# Microtendipes flavipes
Microtendipes flavipes är en tvåvingeart som först beskrevs av Jean-Jacques Kieffer 1921.  Microtendipes flavipes ingår i släktet Microtendipes och familjen fjädermyggor. Inga underarter finns listade i Catalogue of Life.